# Melibe
Melibe (лат.) — род хищных голожаберных моллюсков семейства Tethydae.

## Описание
Над ротовой щелью у моллюска имеется ловчий придаток вроде сачка. Имеются плоские ринофоры и цераты. Каудальный конец заострён.
В пищу идут бокоплавы, копеподы, остракоды и пелагические личинки. Прикрепившись ногой к многоклеточной водоросли или другому предмету, моллюск растягивает капюшон, а дотянувшись до своей пищи сворачивает капюшон и смыкает ряды щупалец, расположенных по краям капюшона, далее ещё больше сжимает капюшон и выталкивает воду, и планктон засасывается в рот.

## Виды
- Melibe arianeae Espinoza, DuPont & Valdés, 2013
- Melibe australis (Angas, 1864)
- Melibe bucephala Bergh, 1902
- Melibe colemani Gosliner & Pola, 2012[1]
- Melibe coralophilia Gosliner & Pola, 2012[1]
- Melibe digitata Gosliner & V. G. Smith, 2003[2]
- Melibe engeli Risbec, 1937
- Melibe leonina (Gould, 1852)
- Melibe liltvedi Gosliner, 1987[3]
- Melibe maugeana Burn, 1960
- Melibe megaceras Gosliner, 1987[3]
- Melibe minuta Gosliner & V. G. Smith, 2003[2]
- Melibe papillosa (de Filippi, 1867)
- Melibe pilosa Pease, 1860
- Melibe rosea Rang, 1829
- Melibe tuberculata Gosliner & V. G. Smith, 2003[2]
- Melibe viridis (Kelaart, 1858)

Species inquirenda:
- Melibe capucina Bergh, 1875
- Melibe lonchocera (E. von Martens, 1879)
- Melibe ocellata Bergh, 1888